# Classe Jayasagara

La classe Jayasagara  est une paire de Patrouilleur extracôtier construite localement pour la marine srilankaise. 

## Historique
Construits par Colombo Dockyard Limited pour la marine srilankaise au début des années 1980, ce furent les premiers navires de guerre construits au Sri Lanka à l'époque moderne. Ils furent conçus pour la patrouille off-shore et l'appui naval sur les zones côtières.
Deux navires de cette classe ont été construits. Actuellement, l'un est toujours en service tandis que l'autre a été perdu en raison d'un attentat-suicide perpétré par les Tigres de libération de l'Îlam tamoul (LTTE). Surtout utilisés pour des tâches de patrouille, ils ont été déployés à de nombreuses reprises pour soutenir des opérations amphibies menées par la marine avec l'armée du Sri Lanka .
Les connaissances acquises dans le développement de cette classe ont été utiles dans le développement d'une nouvelle classe de navires de surveillance côtière pour la Garde côtière des Maldives.
- SLNS Jayasagara (P601) : Actif
- SLNS Sagarawardena (P602) : Coulé en 1994